# Damir
Damir (kyrillisch: Дамир) ist ein männlicher Vorname slawischen Ursprungs, abgeleitet aus den Wörtern dati mir mit der Bedeutung „Frieden geben“. Am weitesten verbreitet ist dieser Name in Bosnien und Herzegowina, Kroatien und Serbien. Auf Arabisch bedeutet der Name „Gewissen“.

## Namensträger
- Damir Andrei, kroatisch-kanadischer Schauspieler
- Damir Bektic, deutsch-bosnischer Fußballspieler
- Damir Bujan, kroatischer Fußballspieler
- Damir Burić, kroatischer Fußballspieler und -trainer
- Damir Canadi (* 1970), österreichischer Fußballspieler und -trainer
- Damir Dantes, bosnischer Pantomime und Tänzer
- Damir Džombić, bosnischer Fußballspieler
- Damir Džumhur, bosnischer Tennisspieler
- Damir Ibrić, bosnisch-herzegowinischer Fußballspieler
- Damir Kahriman, serbischer Fußballspieler
- Damir Karakaš, kroatischer Schriftsteller und Karikaturist
- Damir Kukuruzović, kroatischer Jazzgitarrist
- Damir Mikec, serbischer Sportschütze
- Damir Mužek, kroatischer Fußballspieler
- Damir Sireta, serbischer Kriegsverbrecher
- Damir Skomina (* 1976), slowenischer Fußballschiedsrichter und Fußballfunktionär
- Damir Vrančić, bosnischer Fußballspieler

Siehe auch:
- Sabine Damir-Geilsdorf, deutsche Islamwissenschaftlerin und Hochschullehrerin